# Malandragem

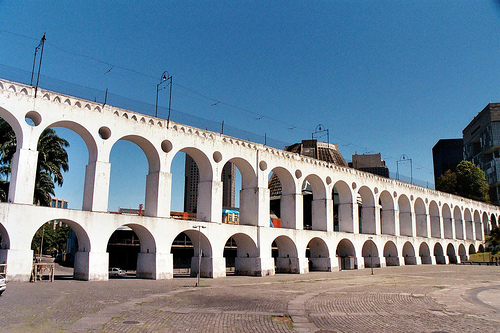
Barrio Lapa en Río, históricamente un lugar de encuentro de malandros.

Malandragem es un término del idioma portugués que podría ser traducido a español como malandraje, y que señala la forma de actuar de los malandros o malandras, o sea de los "chicos malos y pícaros" ("bad boy"), de los "callejeros", de los "pandilleros" que tienden en agruparse en "banditas de malandras". Este comportamiento de cierto tipo de jóvenes, típico de algunas grandes ciudades de Brasil, engloba un conjunto de artimañas utilizadas por los malandros para obtener ventajas en determinadas situaciones, que muchas veces lindan con lo ilícito, y que en líneas generales se caracterizan por la ingeniosidad, la sutileza y el engaño. La ejecución de las acciones preparatorias y del desenlace de estas artimañas exige destreza, carisma, simpatía, facilidad de palabra, y cualquier otra cosa que facilite manipulación de personas o de situaciones, de forma de obtener apoyos o favores de los involucrados, de la manera más fácil y con el menor riesgo posible.
Naturalmente el malandro es deshonesto al actuar, ya que embauca, miente, enreda, confunde, pues siempre presupone que actuar en forma limpia y honesta no genera los resultados más convenientes. El malandro, o sea el que practica el malandraje, actúa de acuerdo con ese popular adagio brasilero inmortalizado con el nombre de Ley de Gérson: "gosto de levar vantagem em tudo" ("me gusta llevar ventajita en todo").
Junto al llamado jeitinho, el malandragem puede ser considerado otro modo de actuación social típicamente brasilero (aunque no exclusivamente brasilero), y que en lo básico se diferencia del jeitinho en el sentido de que al así actuar, en la mayoría de las veces, la integridad de las personas de buena fe y/o los intereses de las instituciones son efectivamente lesionados, a tal punto de poder definir esta cuestión como éticamente lesiva o jurídicamente dolorosa. El malandragem que tiene éxito presupone que se obtengan ventajas sin que su acción se haga percibir en la mayoría de los casos, o por lo menos esa es la intención. En términos populares y simples, puede decirse que el "malandro" engaña a la víctima (al otario, al tonto), sin que éste perciba que está siendo engañado (al menos en un primer momento).
A veces, el malandragem es considerado en el imaginario popular brasilero como una herramienta de justicia individual. En efecto, ante la fuerza de las instituciones frecuentemente opresoras, el individuo "malandro" es el curupira que trata de buscar y de vulnerar el "talón de Aquiles" de la sociedad allá donde se encuentre, para luego salir como una especie de moonwalker ("caminante en la luna") con total desparpajo.
Tal como el jeitinho, el malandragem es un recurso que requiere destreza y habilidad, y es utilizado por individuos muchas veces de poca influencia social y de poco nivel educativo, que naturalmente son socialmente desfavorecidos con menos posibilidades en una serie de aspectos. Por cierto, esto no impide que esta forma de actuación sea también utilizada o imitada por individuos mucho mejor posicionados socialmente. A través del malandragem, por ejemplo se pueden obtener ventajas ilícitas en juegos de azar, o en los negocios, o en la vida social, o en los estudios, etc. Se puede considerar "malandro" por ejemplo a un adultero que convence a la mujer de que su accionar tenía otra finalidad. Se puede considerar "malandro" quien a una autoridad o a un inspector pide "dá um jeito", para no pagar una multa tal como se debería. Se puede considerar "malandro" al "jugador" que manipula las cartas y lleva para sí toda una mano de apuestas.

## Estereotipo delmalandro brasilero

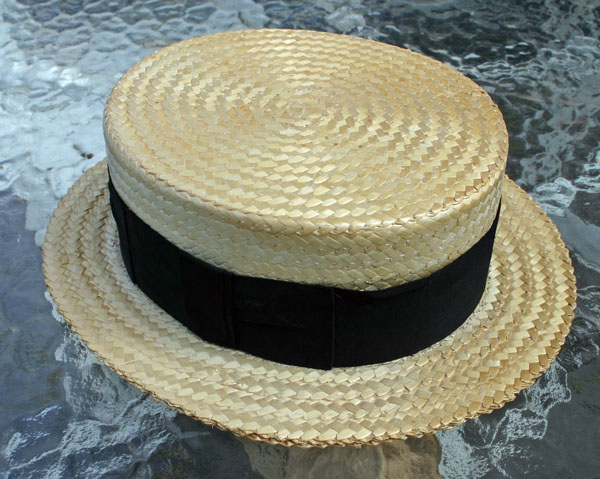
Chapéu-palheta, un accesorio indispensable para el malandro brasilero de la década del 30.

El estereotipo del típico malandro brasilero surgió en la primera mitad del siglo XX. Cargado de cierto romanticismo, fue principalmente inmortalizado en muchas letras de samba. De acuerdo con este estereotipo propagado por el samba, el malandro es especialmente carioca y habita los guetos de Río de Janeiro; además, usa canotier o panamá, y calza zapatos de colores blanco y negro.
Viste camisa negra con listones blancos (es parte de su identidad, muy posiblemente por imitación del uniforme del club Botafogo de Futebol e Regatas), además de ostentar algún que otro detalle rojo y medias blancas, y siempre llevando una navaja en el bolsillo del pantalón o de la casaca; y además con mucha frecuencia, encamina sus pasos a la zona de Barão de Mauá (plaza, estación de la línea férrea, zona portuaria, etc). Es bohemio, vive de pequeños golpes (robos por descuido, estafas, engaños), aprecia el zamba, y no confía en que el trabajo formal proporcione un modo de vida estable y razonable; además, es sensible y sentimental, y también galante, caballeroso, y un amante celoso.
Obviamente, no existe una formalizada "teoría del malandragem" que sustente y justifique ideológicamente este comportamiento típico. Como ya se manifestó, la postura, la actitud, y los hábitos cotidianos del malandro brasilero es retratado principalmente por las artes. El samba "Lenço no Pescoço", escrito por Wilson Batista y grabado por Sílvio Caldas en 1933, se tornó una especie de "himno" del "malandragem brasilero". Sus estrofas describen con precisión el modo de vida de un típico malandro: "Meu chapéu do lado / Tamanco arrastando / Lenço no pescoço / Navalha no bolso / Eu passo gingando / Provoco e desafio / Eu tenho orgulho / Em ser tão vadio. / Sei que eles falam / Deste meu proceder / Eu vejo quem trabalha / Andar no miserê / Eu sou vadio / Porque tive inclinação / Eu me lembro, era criança / Tirava samba-canção".
El modo de ser y de vestir de los malandros, como estereotipos, también se nutre de la fuente del personaje folclórico Zé Pelintra, personalidad emblemática del Catimbó. La Umbanda posteriormente incorporó el antiguo jefe de mesa o maestro de ceremonias (mestre de mesa), como la figura del malandro, en oportunidad del traslado de las levas de migrantes desde el nordeste al centro-sur de Brasil. Zé Pelintra sería un bohemio de modos bastante violentos, aunque de buen corazón y muy servicial, siendo, inclusive, considerado como una especie de "padrino de los pobres". La principal diferencia entre el estereotipo del malandro y la representación de Zé Pelintra, es que este último viste más formalmente, con casaca o saco y corbata (esta última generalmente amarilla), mientras que el típico malandro carioca prefiere usar camisas a rayas sin corbata.
En Brasil, muchos individuos que podrían ser considerados como "malandros típicos", hicieron fortunas ilícitas como empresarios del llamado jogo do bicho (en español, juego del bicho o juego del animal). Estos malandros incluso practicaban caridad e invertían fuerte en las escolas de samba, lo que les confirió una imagen romántica de benefactores. Tal imagen se vio severamente empañada con el episodio conocido como "CPI do jogo do bicho", donde se investigó el involucramiento de este tipo de empresario (el "bicheiro") con episodios de corrupción. De hecho, sin duda, la línea que separa el malandragem romántico del crimen explícito y de la ilegalidad flagrante, es generalmente muy imprecisa.
La colección de cuentos "Pastores da Noite", de Jorge Amado, proporciona un retrato romántico y costumbrista de los "malandros": desvergonzado, alborotador, simpaticón, entrador, bohemio, embaucador, y en el fondo solidario, leal con amigos y pares, y de buen corazón. La "Ópera do Malandro", de Chico Buarque de Hollanda, describe con precisión ciertas cualidades típicas del malandro: contrabandista, bonachón, vivillo y con certeza en muchos casos delincuente o amigo de las ilegalidades. Más sobria que la citada ópera, la pieza teatral "Boca de ouro", escrita por Nelson Rodrigues, ofrece un perfil realista del malandro bicheiro: orgulloso, vanidoso, generoso por demagogia e idiosincrasia, pero de quien se debe recelar.
En idioma español el término "malandragem" es preferible usarlo así, con el vocablo en portugués sin modificar, para bien establecer que nos estamos refiriendo a los típicos "malandros brasileros". No obstante, las figuras del "malandro" y del "malandraje" sin duda son más o menos universales, y en mayor o menor grado se dan en casi todas las culturas, aunque claro, de uno a otro lugar hay diferencias en el modo de vestir, de actuar, e incluso de caminar de los malandros, así como en cuanto a idiosincrasia, estrategias de supervivencia, formas de actuación con sus pares y con extraños, etc.

## El "malandragem" como modo de vida

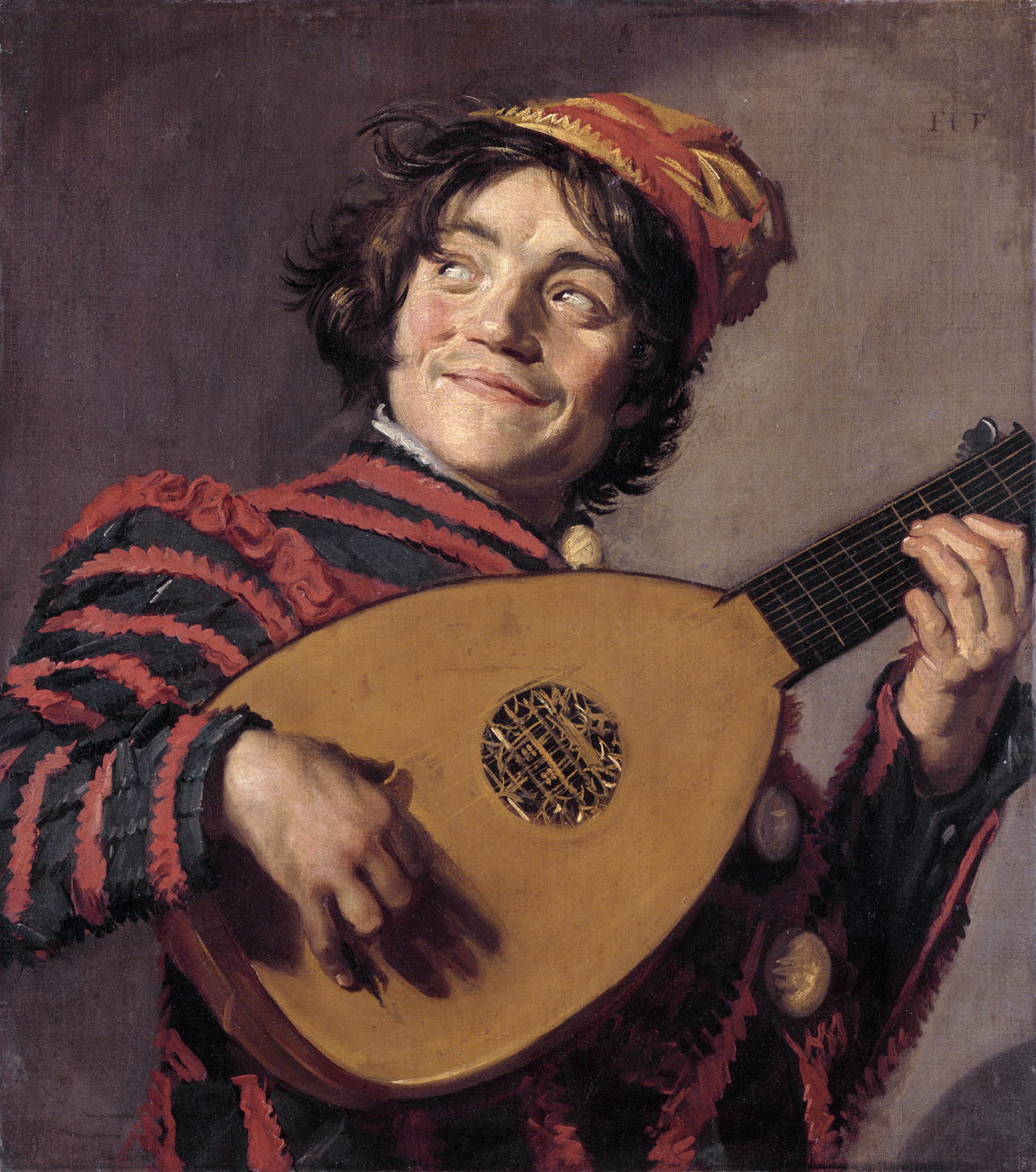
El cinismo es un estado de espíritu fuertemente asociado con el malandro: Bufón tocando el laúd, de Frans Hals.

El "malandraje" se configura cuando un grupito de malandros abdica y mismo rechaza con fuerza muchas de sus funciones y obligaciones sociales naturales, tales como obediencia a la autoridad y a las normativas, respeto a la propiedad ajena, altruismo, cumplimiento de la palabra empeñada, honestidad, etc., prefiriendo vivir el día-a-día de la forma más cómoda y hedonista posible. En realidad el malandro típico no toma este tipo de actitudes por convicción ideológica-revolucionaria, por rebeldía frente a las injusticias, o por cualquier otro objetivo intelectualmente más o menos justificado. A pesar de que muchas de sus reacciones puedan ser desencadenadas por cierto resentimiento social, el malandro, las más de las veces, no se siente un salvador o un justiciero, y no pretende cambiar el status quo de la sociedad; enfrentado a una discusión de este tipo, por ahí el malandro se motiva para opinar, aunque puede que lo haga para salvar las apariencias, pues en el fondo, que las cosas sean de una forma o de otra, le tiene sin cuidado en cuanto él pueda continuar con su forma de vida. En verdad al malandro no le atrae para nada la posibilidad de desarrollar un trabajo formal y honesto, y prefiere realizar pequeños delitos furtivos, o confabular engaños con algunos de sus pares, teniendo así impresión de éxito, así como sensación de satisfacción, de alegría, y mismo de superioridad.
Debido a estas características, el malandro muchas veces es rotulado como “perezoso”, “vagabundo”, “escoria”, “haragán”, “indolente”, e “inútil”. Las más de las veces su actitud roza con lo delictivo, lo que por lógica puede encuadrarse en cuestiones penales. Pero por otra parte, y ya que estas actitudes también son típicas de los individuos socialmente desfavorecidos, el malandraje muchas veces es visto con cierta simpatía, o al menos con tolerancia. En varios aspectos el malandro se lo percibe como cumpliendo cierto rol de héroe, a pesar de que su comportamiento se aproxima mucho más al de un antihéroe. En muchos contextos, el malandro es idealmente representado como un sujeto que está privado de apoyo y muy alejado de instituciones que lo puedan representar, por lo que para salir adelante precisa de su propia inteligencia y de todo tipo de artimañas, para poder lidiar con los más fuertes y poderosos, así como con la inflexibilidad de algunas instituciones. Además, el malandro idealizado incorpora para sí carisma y simpatía, mismo en casos que darían para no aprobar su comportamiento. Y es en este sentido, que el malandragem se acerca mucho al jeitinho.
El malandragem está profundamente arraigado en el imaginario popular. En su libro "La Gran Masacre de Gatos" (en inglés The Great Cat Massacre), Robert Darnton expone cómo, durante la Alta Edad Media, el malandragem fuera defendido e inmortalizado por las clases populares y como forma de justicia individual. En una época de poca comida y abismos sociales, los personajes que hoy podemos observar que formaron parte de las historias de "Mamá Oca", usaban regularmente artimañas e ingenio para engañar a personas más pudientes y favorecidas (recuérdese por ejemplo a Pulgarcito enfrentándose al ogro, o recuérdese la historia del Gato con Botas), logrando así de esta forma garantizar la propia supervivencia cotidiana, y en algún caso incluso obteniendo lo que esa gente podía considerar como "una pequeña fortuna". Estas artimañas y destrezas, en años del Renacimiento, a veces fueron denominadas "cartesianismos", en referencia claro está a René Descartes, cuyas ideas no eran muy bien entendidas por todos, y lo que entonces era observado con cierta desconfianza por parte de las clases populares.
Estos "cartesianismos" involucraban manipulación de personas, pequeños fraudes y engaños, e incluso hasta manipulaciones mágicas. Pero bueno, obsérvese que precisamente esa es la actitud típica del malandragem brasileño en nuestros días, con menor esfuerzo buscar formas más accesibles de obtener ventajas y posiciones confortables, la mayor parte relacionadas con el simple disfrute de placeres sensoriales (comer y beber bien, jugar, apostar, enamorar, bailar, cantar, etc). ¡No hay nada nuevo bajo el Sol! Y para todo ello lograr sin mayor esfuerzo, el malandro utilizará su labia y sus habilidades, su inteligencia y su rapidez, y bien otras características que le permitan manipular a las personas, ganando su confianza y su amistad. En el desarrollo de estas "astucias", el malandro eventualmente contará también con su buena estrella, o sea con la suerte, pues como ya se ha dicho, este típico personaje no confía en que se necesiten grandes esfuerzos para así poder conseguir algo (de allí también su predilección por los juegos de azar, sobre todo cuando se logra poder manipular los resultados de ellos). También es preciso resaltar que la sutileza y la individualidad son algunas de las principales características del malandragem, y en este sentido, un corsario, un asaltante a mano armada, un saqueador, un líder de maleantes, no necesariamente deben ser vistos como malandros, pero sí un contrabandista o un estafador.
El estereotipo del malandragem influenció apreciablemente en la cultura brasilera, aunque también en la de otros países y en diferentes épocas. En la primera mitad del siglo XX por ejemplo, en Estados Unidos surgió con fuerza la figura del típico malandro del Bronx: negro, pobre, conocedor de "posibilidades" y "trucos" de las calles y la propia geografía del lugar, y habiendo desarrollado un habla coloquial en algún aspecto similar a la de un rapero. Utiliza llamado zoot suit, s trajes de colores cuadrados, acompañado por un sombrero de ala ancha largas, el traje zoot influido en el tipo de ropa usada por samba vestido cariocas y Zé Carioca Walt Disney.
En las concepciones más románticas, el malandro es una persona pacífica, que no acepta realizar crímenes "pesados" ni aplicar violencia, ya que como forma de actuación prefiere el engaño, el fraude, o incluso el robo por descuido.

## MalandrosyCaxias
La imagen del malandro se contrapone con la del caxias (individuo muy recto, observador de leyes y normativa, leal, sincero, de buenas costumbres, y que cuando corresponde sabe reprimirse y controlarse). En el imaginario popular brasilero, por lo general se entiende que los malandros despiertan una mayor atracción y una mayor simpatía en la gente, e incluso se piensa que llegan a tener cierto éxito en sus relaciones amorosas.
Un buen ejemplo literario de estos dos extremos, puede ser encontrado en la obra "Dona Flor e Seus Dois Maridos", escrita por Jorge Amado. En esa historia, la protagonista llamada doña Flor, enviuda de su primer marido, un típico malandro brasilero llamado Vadinho; tiempo después, la nombrada se casa con Teodoro, un típico caxias (fiel, puntual, honesto, dedicado). Pero he aquí que Vadinho retorna en espíritu al mundo de los vivos, forzando a su ex mujer a mantener un triángulo amoroso entre ambos hombres.
Sin duda el personaje del malandro ha inspirado a numerosos escritores, tanto en novelas como en historietas y otros géneros literarios, tal como puede comprobarse en la abundante bibliografía existente.
En mayor o menor medida, los malandros y los caixas se encuentran también en otras culturas y en sus propios lenguajes; son ejemplo de ello los vulgarismos chilenos flaite y cuico.

## Ejemplos de malandros y (anti)héroes
- Azambuja: típico malandro carioca interpretado por Chico Anysio.[8]
- Bender: personaje de diseño en Futurama; es un robot dotado de personalidad, y cuyo carácter está caracterizado por pensamientos maliciosos, junto a un placer continuo en no cumplir normas.
- Pánfilo Ganso: personaje de Walt Disney; Pánfilo Ganso (en inglés originalmente Gladstone Gander) es un primo del Pato Donald. Aunque diferente de Zé Carioca, está basado en el estereotipo del malandro estadounidense, con ciertas adaptaciones y cambios. Como modo de vida, únicamente cuenta con la casualidad y la suerte. Jamás se preocupa en conseguir empleo o sustento, porque siempre es amparado por el destino, lo que frecuentemente causa envidia al primo Donald.
- João Grilo: personaje típico de anécdotas oriundas de la región nordeste brasilera, inmortalizado y popularizado en todo Brasil a través de la obra teatral "O Auto da Compadecida", escrita por Ariano Suassuna. Como en el caso de Pedro Malasarte, es un personaje de origen poco privilegiado, pero dotado de experiencia y carisma, lo que usa para mejorar sus estrategias de supervivencia.
- Manda-Chuva o Don Gato: personaje de Hanna-Barbera; es un gato de la calle, que lidera una banda de callejeros en Nueva York.
- Pedro Malasarte o Pedro Urdemales: personaje originario del folclore popular medieval portugués y español, que terminó arraigándose profundamente en el imaginario brasilero; es de una clase poco privilegiada, y cuenta apenas con su propio malandragem y su propia sabiduría, para manipular a gente más privilegiada y de mayor cultura, como forma de así obtener lo que necesita para poder vivir con cierto confort.
- Pernalonga o Bugs Bunny: carismático personaje del malandro de la Warner, y principal personaje de la serie animada Looney Tunes.
- Pica-pau o Pájaro Loco: personaje de historieta que posee mucho carisma, y que siempre busca obtener alguna ventaja.
- Robin Hood: es el mítico héroe inglés, un fuera-de-la-ley, quien robaba a los ricos para dar a los pobres, en los tiempos del rey Ricardo Corazón de León. Era muy hábil con el arco y la flecha, y vivía en los bosques de Sherwood. Recibía ayuda de sus amigos, "Pequeño Juan" y "Friar Tuck", entre otros. Habría vivido en el siglo XIII, gustaba vagar por las zonas boscosas en plena libertad, y fue inmortalizado con la denominación "Príncipe de los ladrones". Haya o no haya existido tal como lo conocemos sobre la base de la leyenda, "Robin Hood" es, para muchos, uno de los mayores héroes de Inglaterra.
- Zé Carioca: personaje de Walt Disney, inspirado en el estereotipo del malandro carioca. Es un simpático lorito o una cotorra (antropomórfico/a) que vive de pequeñas raterías y de singulares embauques.